# Lukáš Krpálek
Lukáš Krpálek, född den 15 november 1990 i Jihlava, är en tjeckisk judoutövare.
Krpálek tog OS-guld i de olympiska judo-turneringarna vid olympiska sommarspelen 2016 i Rio de Janeiro i herrarnas halv tungvikt. Vid olympiska sommarspelen 2020 i Tokyo tog Krpálek guld i tungvikt.